# Wilkinson Sword
A Wilkinson Sword é uma marca britânica de lâminas de barbear e outros produtos de cuidados pessoais vendidos na Europa, de propriedade da Edgewell Personal Care. A empresa foi fundada como fabricante de armas feitas em Shotley Bridge, no condado de Durham, por Henry Nock em Londres em 1772.

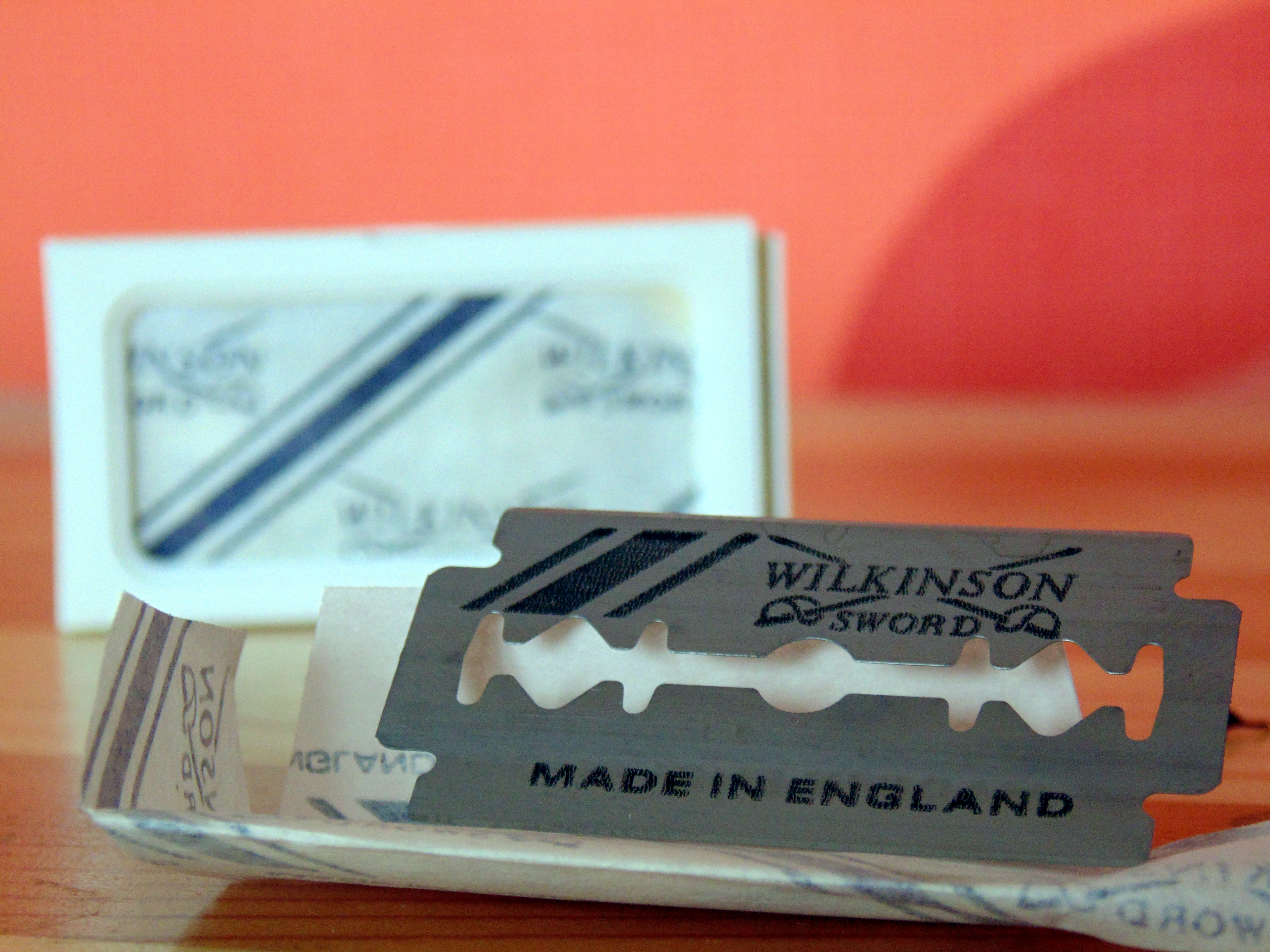
Lâmina da fabricante.

## Visão geral
Além de armas, a empresa também produziu espadas, baionetas e produtos como máquinas de escrever, tesouras de jardim, tesouras e motocicletas.
O equipamento de jardinagem ainda é feito sob o nome de Wilkinson Sword por E.P. Barrus sob um acordo de licenciamento. A Wilkinson Sword fabricou seus produtos em três locais no Reino Unido ao longo dos anos: em Londres (Chelsea e Acton), Cramlington em Northumberland e Bridgend no País de Gales, onde fabricava ferramentas de jardinagem.
Em 2000, a empresa fechou sua fábrica de lâminas de barbear no Reino Unido e consolidou a produção na Alemanha. Em 2014, a empresa transferiu a maior parte de sua produção para a República Tcheca.